# Tomasz Czapski
Tomasz Czapski herbu Leliwa (ur. 1711, zm. 26 marca 1784) – starosta knyszyński, bratiański i radzyński od 1740 roku.

## Życiorys
Po matce odziedziczył starostwo knyszyńskie. Po bracie Pawle miał starostwo radzyńskie, bratiańskie i goniądzkie.
Oznaczał się okrucieństwem i sknerstwem. Słynął z licznych romansów i rozpusty. Swój majątek zapisał żonie Kelsównie, córce kupca.

## Rodzina
Syn wojewody pomorskiego Piotra Jana (1685–1737) i drugiej jego żony Konstancji Gnińskiej, wnuk Sebastiana, kasztelana chełmińskiego.
Żonaty dwukrotnie. Druga żona Maria Hutten-Czapska, córka Ignacego (zm. 1746) urodziła dwanaścioro dzieci, z których wieku dorosłego dożyły jedynie dwie córki.
Pierwsza z córek, Urszula Hutten-Czapska (1743–1782), poślubiła Stanisława Małachowskiego (1736–1809), marszałka Sejmu Czteroletniego. Druga córka Konstancja (1750–1791) poślubiła Dominika Radziwiłła (1754–1798), starostę knyszyńskiego, później – po rozwodzie i śmierci swojej siostry – również Stanisława Małachowskiego. Tomasz Czapski był pradziadem Zygmunta Krasińskiego.